# Chess Records
Chess Records fue una compañía discográfica estadounidense, cuya sede central estaba en Chicago, Illinois en el número 2120 de la avenida South Michigan. Fue creada por los hermanos Leonard Chess y Phil Chess, convirtiéndose en una compañía destacada en la historia del rock and roll, debido a que los discos y canciones que publicó se convirtieron en estándares del blues para los intérpretes de blues y rock and roll. Allmusic la considera la casa discográfica de blues más importante.
Chess Records grabó y publicó música blues, rock and roll, rhythm & blues, jazz y soul de intérpretes como Willie Dixon, Sonny Boy Williamson II, Muddy Waters, Little Walter, Jimmy Rogers, Buddy Guy, Howlin' Wolf, Chuck Berry, Bo Diddley, The Flamingos, Moonglows, Vibrations, Gene Ammons, Cymande, King Fleming, Ike Turner and his Kings of Rhythm, Ahmad Jamal y el trío de Ramsey Lewis.
Durante la década de 1950, Leonard y Phil Chess se encargaron de la mayor parte de la producción musical, contratando en 1960 los servicios del legendario productor musical Ralph Bass para hacerse cargo de algunos de los cantantes de góspel y blues de la compañía; así mismo, contaron con los servicios del bajista y prolífico compositor musical Willie Dixon, como asistente en la producción de blues. En la siguiente década, el encargado principal de la producción fue Roquel "Billy" Davis.
En la década de 1960s, la mayor parte del éxito de la compañía provino de parte de artistas de soul como Etta James, Sugar Pie DeSanto, The Dells, Radiants, Jackie Ross, Billy Stewart, Fontella Bass y Minnie Riperton, siendo Little Milton el intérprete de blues más destacado de la compañía. 
Chess Records también fue conocida por contar con músicos como el batería Maurice White y el bajista/trombonista Louis Satterfield, los cuales formaron años más tarde el grupo Earth, Wind & Fire.
La película Cadillac Records (2008), protagonizado por Adrien Brody como Leonard Chess, Jeffrey Wright como Muddy Waters, Columbus Short como Little Walter, Mos Def como Chuck Berry y la cantante pop y productora de la cinta Beyoncé Knowles como Etta James, entre otros, trata de la creación del sello y su influencia clave en el blues y el nacimiento del rock'n roll con las figuras clave de ambos géneros musicales.

## Historia
En 1947, Leonard Chess adquirió una participación de la compañía discográfica Aristocrat Records para, en 1950, y con la ayuda de su hermano Phil, convertirse en los únicos propietarios de la compañía cambiando su nombre por Chess Records. El primer disco publicado por el Chess fue sencillo de 78 RPM "My Foolish Heart" b/w "Bless You" de Gene Ammons, en junio de 1950. Otros artistas incluidos en el primer catálogo de Chess fueron Al Hibbler y Doc Pomus.
En 1952, ambos hermanos crearon el sello Checker Records, como alternativa para la emisión en radio (las estaciones de radio, en aquel periodo, únicamente podían emitir un número limitado de discos por cada compañía discográfica). En diciembre de 1956, crearon un sello de jazz denominado 'Marterry', el cual fue renombrado rápidamente por Cadet Records (para evitar la confusión con un sello discográfico antiguo inglés denominado 'Argo'). Asimismo, crearon el sello discográfico Cadet Concept Records, el cual se especializó en música rock y en grupos como Rotary Connection.
En 1969, los hermanos Chess vendieron el sello discográfico a General Recorded Tape (GRT) por 7,5 millones de dólares. Leonard Chess falleció en octubre de 1969 y hacia 1972 únicamente quedaba operativo en Chicago el estudio de grabación de la compañía. GRT trasladó el sello discográfico a la ciudad de Nueva York, transformándolo en una división del sello discográfico Janus Records. GRT vendió el resto de Chess Records a la compañía discográfica All Platinum Records en agosto de 1975; años más tarde, All Platinum Records atravesó dificultades económicas vendiendo las grabaciones de Chess Records a MCA Records.